# Tissanga pretoriae
Tissanga pretoriae är en fjärilsart som beskrevs av William Lucas Distant 1892. Tissanga pretoriae ingår i släktet Tissanga och familjen Eupterotidae. Inga underarter finns listade i Catalogue of Life.